# マリア・ベルタ・ロアン
マリア・ベルタ・フランツィスカ・フェリーツィタ・ヨハンネ・プリンツェシン・ロアン（ドイツ語: Maria Bertha Franziska Felicia Johanne Prinzessin Rohan, 1868年5月21日 - 1945年1月19日）は、オーストリア＝ハンガリー（二重帝国）領ボヘミア出身の貴族女性。スペインのカルリスタ王位請求者マドリード公カルロス・マリアの2番目の妃。

## 生涯
二重帝国陸軍少将の肩書を持つ軍人アルトゥール・ロアン侯子（1826年 - 1885年）と、その妻の伯爵令嬢ガブリエーレ・フォン・ヴァルトシュタイン＝ヴァルテンブルク（1827年 - 1890年）の間の第9子・次女・末子として生まれた。
彼女の親代わりだった長兄アラン・ロアンが、1892年に大伯父カミーユ・ロアンからロアン侯その他の称号と壮麗なシクロフ城及び北ボヘミアの膨大な所領を相続したことで、一家は非常に富裕となった。

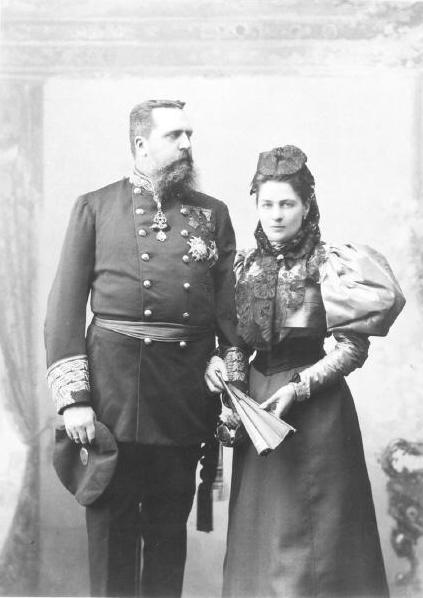
マドリード公カルロス・マリアとマリア・ベルタ（1896年）

1893年の年明け、マドリード公カルロス・マリアは妻マルゲリータを亡くした。彼は再婚を考え、母ベアトリーチェの選んできたボヘミア人の2人の花嫁候補と見合いをした。ロアン侯の妹マリア・ベルタと、アルフレート・フォン・リヒテンシュタイン侯子の娘マリア・テレジア（1871年 - 1964年）である。両者と見合いをしたうえで、公爵はベルタにプロポーズした。2人は1894年4月28日プラハで結婚式を挙げた。婚礼の司式はプラハ大司教シェーンボルン枢機卿が務めた。
ベルタが夫を尻に敷きたがる支配的な性格だったために、この結婚はカルロスとその家族にとって不幸なものとなっただけでなく、カルリスタの間でも非常に評判が悪かった。夫とは1909年に死別した。